# أفيرميكتن

Avermectins

أفيرميكتن Avermectin هي سلسلة من الأدوية المستخدمة لعلاج الديدان الطفيلية. هو الفرد 16 من مشتقات اللاكتون الحلقي الضخم (ماكرو) macrocyclic مع خصائص طاردة للديدان وقاتلة للحشرات فعالة. تنتج هذه المركبات بشكل طبيعي كمنتجات التخمير تتم بواسطة العنقوديات السبحية Streptomyces avermitilis، وشعاء التربة actinomycete. تم عزل ثمانية avermectins مختلفة في 4 أزواج من المركبات المقلدة، مع مركبات رئيسية (عنصر-أ) وثانوية (عنصر-ب) تكون عادة في نسب 80:20 إلى 90:10. المشتقات الطاردة للديدان الأخرى من avermectins تشمل الإيفرميكتين، سيلامكتين، دورامكتين وأبامكتين.
تم منح نصف جائزة نوبل في الفسيولوجيا أو الطب عام 2015 لوليام C. كامبل وساتوشي أومورا لاكتشاف أفيرميكتين، "المشتقات التي خفضت بشكل جذري من حدوث عمى النهر وداء الخيطيات اللمفاوية، وكذلك يظهر فعالية ضد عدد متزايد من الأمراض الطفيلية الأخرى "

## الاستعمال
1. علاج الإصابة المعوية بالديدان الأسطوانية البرازية (الأشكال المعوية)
2. علاج الإصابة بالديدان كلابية الذنب الملتوية (الأشكال غير الناضجة)

### العلاج بأفيرميكتين للقوارض المصابة بسوس الفراء
في الآونة الأخيرة يعطى عادة عن طريق الفم، أو حقنا، أو موضعي. يظهر نشاطا ضد طيف واسع من الديدان الخيطية والطفيليات المفصلية من الحيوانات الأليفة بمعدلات جرعة من 300 ميكروجرام/كجم أو أقل (200 ميكروغرام/كغ حيث يبدو أن الإيفرميكتن هو نوع مشهور ويعد كمعيار من بين الأنواع الأخرى، من البشر للخيول إلى الحيوانات المنزلية المدللة، ما لم ينص على خلاف ذلك) . وخلافا للمضاد الحيوي الماكروليدي أو البولييني، فإنها تفتقر إلى الفعالية المضادة للبكتيريا أو الفطرية.

## آلية التأثير
دواء نصف تركيبي قاتل للديدان، يرتبط بشكل انتخابي وبإلفة كبيرة لقنوات الكلوريد المبوبة بالغلوتامات فيزيد نفوذية الأغشية الخلوية الخاصة بالديدان لشوارد الكلوريد مما يسبب فرط استقطاب خلاياها العصبية والعضلية وبالتالي موتها.

## الحرائك الدوائية
- يصل للذروة بعد 3-6 أشهر على بدء تناوله
- يمتص جيداً بالجهاز الهضمي
- لا يعبر الحاجز الوعائي الدماغي
- عمره النصفي الإطراحي 16-32 ساعة
- يستقلب في الكبد ويطرح مع البول (<1%) والباقي بالبراز.

## الجرعة والأشكال الصيدلانية
الأطفال (بوزن >15كغ) والبالغين، فموي:
1. للديدان الأسطوانية: 200مكغ/كغ جرعة واحدة
2. للديدان كلابية الذنب: 150مكغ/كغ جرعة واحدة

- قد يستطب إعادة الشوط العلاجي كل 3-12 شهر إلى أن تموت الديدان البالغة.
- يجب أخذه مع الماء، مع إجراء فحص عياني دوري.
- يحضر كأقراص 3 ملغ.

## الآثار الجانبية
- قلبية وعائية: انخفاض توتر شرياني، وذمة محيطية ووجهية، تسرع قلب عابر.
- عصبية مركزية: دوام، صداع، فرط حرارة، أرق، نعاس، دوار.
- متنوعة: شرى، حكة، إسهال، إقياء، ألم بطني، قلة كريات بيض، كثرة حمضات، ارتفاع تركيز الخمائر الناقلة للأمين، آلام عضلية، ارتعاش، ضعف عضلي، تشوش الرؤية، التهاب ملتحمة خفيف، عتامات نقطية.

## مضادات الاستطباب
فرط الحساسية له أو لأحد مكوناته

## الحمل
ينتمي لأدوية المجموعة C.